# کوکی هیروتا
هیروتا کوکی (به ژاپنی: 廣田 弘毅) نخست‌وزیر (۱۹۳۷–۱۹۳۶) و وزیر امور خارجه (۱۹۳۶–۱۹۳۳، ۱۹۳۸–۱۹۳۷) ژاپن بود. او در دادگاه نظامی بین‌المللی شرق آسیا به اعدام محکوم شد.